# ポンサマッケヌプリ
ポンサマッケヌプリは、北海道の釧路市と網走郡津別町の2市町にまたがる標高931.1mの山である。山頂には三等三角点「本様毛」が設置されている。

## 概要
阿寒湖の北東側に位置する山で、双湖台からはペンケトー・パンケトーの奥になだらかな山容を望むことができる。国土地理院が発行する地形図には山名が載っていないが、一部の登山愛好家ではその名が知られている。
山名の由来はアイヌ語で「ポン・サマッキ・ヌプリ（小さい・横たわった・山）」が由来である。東側にはサマッケヌプリ（897.8m）が聳えているが、ポンサマッケヌプリの方が山体が大きく標高が高い。

## 登山
登山道はないため、残雪期に登られる。阿寒湖側からはアプローチが非常に困難であるため、津別町側から登られる。メインルートは津別町上里から津別川支流の八の沢沿いの林道を登り山頂へ至る。